# Traffic Message Channel
Traffic Message Channel (TMC) je technologie sloužící k doručování dopravních informací řidičům. Běžně je digitálně kódován v systému FM-RDS a šířen pomocí rádiového FM vysílání. Může být šířen i prostřednictvím DAB, či přes satelitní rádiové vysílání.
Umožňuje příjem aktuálních informací přizpůsobených k zobrazování na displeji či poslouchání bez přerušení běžného audio vysílání.
Tato služba je dostupná v mnoha zemích od soukromých i veřejných poskytovatelů.
Pokud jsou data použita v automobilových navigačních zařízeních, dávají řidiči včas informace o dopravní situaci a umožňují tak dynamicky měnit zvolenou cestu dle aktuální situace.

## Jak to funguje
Dopravní událost je zakódována a poslána jako TMC zpráva. Každá taková zpráva obsahuje identifikační kód, přesnou lokaci události a také očekávanou dobu trvání a typ události, zasažené směry a další informace.
Zprávy jsou kódovány Alert C standardem. Tento standard obsahuje seznam 2048 předdefinovaných frází, které mohou být přijímačem přeloženy do různých jazyků. Některé z frází popisují konkrétní událost jako například nehodu, zatímco jiné jsou kombinací frází např. nehoda způsobující dlouhé kolony.
V Evropě jsou národní lokalizační tabulky spravovány na celostátní úrovni. Tyto lokalizační tabulky jsou integrovány do map v navigačních přístrojích a definují přesnou polohu události v mapě. Kvalita pokrytí lokalizačními tabulkami se v různých zemích liší. V České republice se tvorbou lokalizačních tabulek zabývá společnost Central European Data Agency, a.s.
Zdrojem dopravních informaci je většinou policie, centra řízení dopravy, kamerové systémy, automatické detektory dopravního proudu a další.

## TMC v České republice
Největším poskytovatelem v České republice je Národní dopravní informační centrum (NDIC) a jeho Jednotný systém dopravních informací pro ČR (JSDI). 
NDIC shromažďuje informace od všech složek Integrovaného záchranného systému (IZS), od Ředitelství silnic a dálnic, dopravních zpravodajů a dalších zdrojů.
Dopravní informace jsou taktéž získávány z automatických dopravních telematických systémů.
TMC je v ČR provozováno na vlnách stanice Českého rozhlasu Vltava.
Kromě NDIC šířily v ČR signál TMC do roku 2017 ještě DIC Praha na frekvenci Českého rozhlasu – Regina (92.6 MHz) a společnost TELEASIST ve spolupráci s Global Assistance na frekvenci Českého rozhlasu 1 – Radiožurnál (92.6 MHz).